# Murchison Cirque
Der Murchison Cirque ist ein mit Gletschereis angefüllter Bergkessel im ostantarktischen Coatsland. Er liegt zwischen dem Kuno Cirque und dem Arkell Cirque auf der Südseite der Read Mountains in der Shackleton Range.
Luftaufnahmen der Formation entstanden durch die United States Navy im Jahr 1967. Der British Antarctic Survey nahm zwischen 1968 und 1971 Vermessungen vor. Das UK Antarctic Place-Names Committee benannte den Bergkessel 1972 nach dem britischen Geologen Roderick Murchison (1792–1871), dreimaliger Präsident der Royal Geographical Society und von 1855 bis zu seinem Tod Direktor des British Geological Survey.